# Scopula continuaria
Scopula continuaria là một loài bướm đêm trong họ Geometridae.